# Marugame
Marugame (丸亀市, Marugame-shi) est une ville du Japon, située dans la préfecture de Kagawa, sur l'île de Shikoku.

## Géographie

### Situation
Marugame est située dans le nord-ouest de la préfecture de Kagawa, au bord de la mer intérieure de Seto, au Japon.

### Démographie
Au 1er novembre 2018, la population de Marugame était de 109 561 habitants, répartis sur une superficie de 111,77 km2.

## Histoire
Marugame a été fondée en avril 1899. Le 22 mars 2005, les bourgs d'Ayauta et Hanzan sont intégrés à la ville.

## Culture locale et patrimoine

### Patrimoine architectural

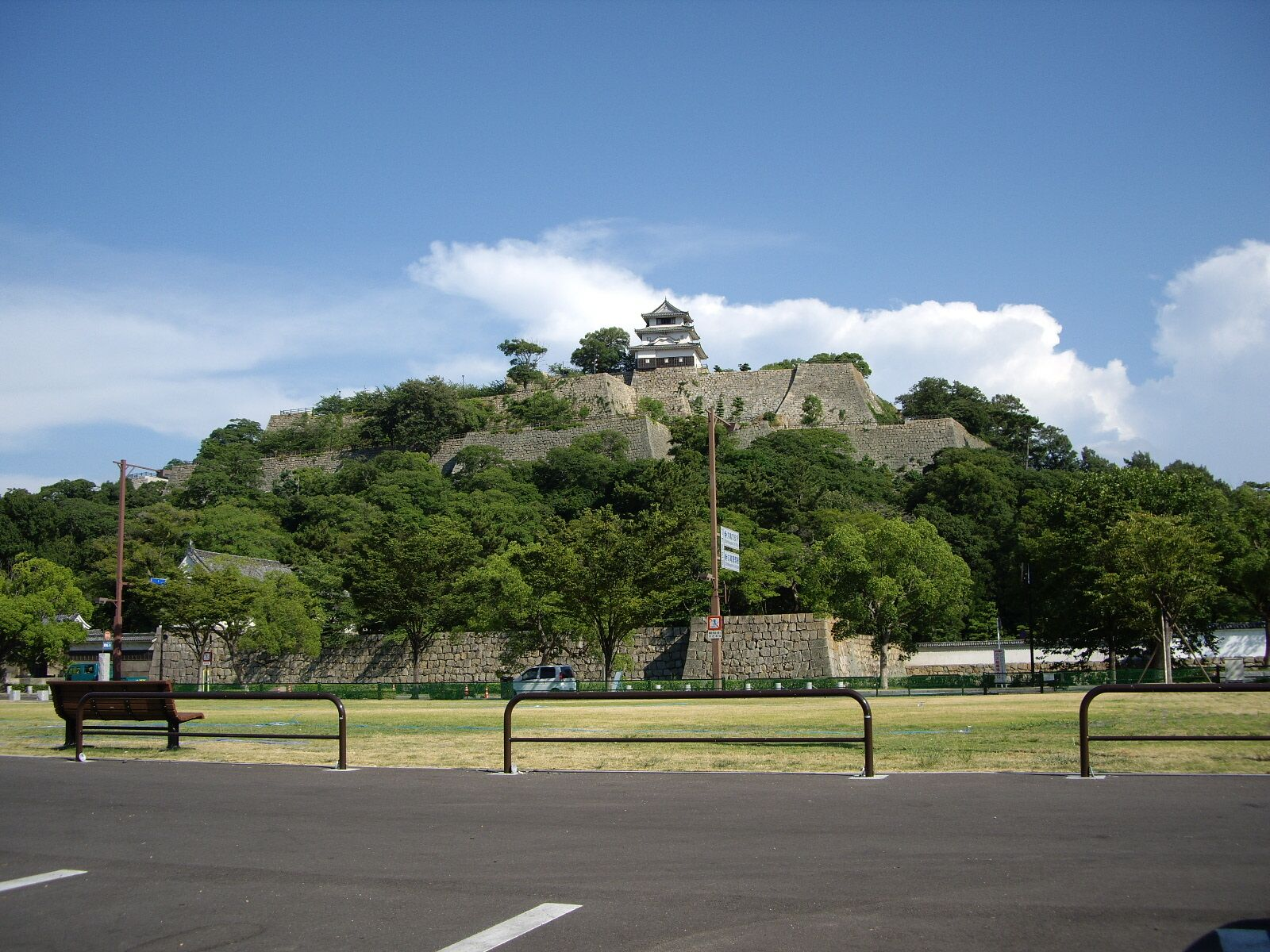
Le château de Marugame.

Le château de Marugame est l'un des douze châteaux japonais à avoir conservé un tenshu original en bois construit avant 1860.

### Artisanat
Environ 90 % des uchiwa (éventails japonais) sont fabriqués à Marugame, où un musée leur est dédié.

## Transports
Marugame est desservie par les trains de la ligne Yosan de la JR Shikoku et de la ligne Kotohira de la Kotoden. La gare de Marugame est la principale gare de la ville.
La ville possède un port.

## Sports
Le semi-marathon de Marugame se tient tous les ans au mois de février.

## Personnalités liées à la municipalité
- Sakae Ōsugi (1885-1923), militant anarchiste